# SVDK狙擊步槍
SVDK（俄语：СВДК，全寫：Снайперская винтовка системы Драгунова Короткая，俄語羅馬化：Snayperskaya Vintovka Dragunova Korotkaya，意為：短德拉古諾夫狙擊步槍；俄罗斯国防部火箭炮兵装备总局代號：／）是一款由俄羅斯聯邦工業設計局中央精密工程研究所（ФГУП «ЦНИИТОЧМАШ»）以SVD狙擊步槍為藍本所研製和生產的縮短型狙擊步槍，是SVD的縮短及大口徑型版本，設計定位介乎於精確射手步槍與反器材步槍之間。發射9.3×64毫米7N33“布倫內克”口徑步枪子彈。

## 設計細節
德拉古諾夫SVDK大口徑狙擊步槍（在俄羅斯，任何步槍的口徑在9毫米以上的都會被認為是大口徑步槍）是一枝有些爭議性質的武器，該步槍是在「斷路器」（Burglar）的研究開發項目中研發出來，並隨SV-98 7.62毫米狙擊步槍和ASVK 12.7毫米反器材步槍以後在2006年獲俄羅斯軍隊所採用。SVDK的研發目的是為了對付對於標準型7.62×54毫米俄羅斯口徑的SV-98或SVD狙擊步槍而言太難擊倒的目標，例如身穿重型防彈衣的攻擊部隊或在覆蓋物後方的敵方狙擊手。此外，還有傳言說SVDK被定位為一枝遠距離殺傷武器。SVDK的有效射程被列為“約600米”。其採用的制式光学瞄准镜是1P70「超子」（俄语：1П70 «Гиперон»）3—10×42倍可變放大倍率型望遠瞄準鏡。
SVDK是以SVD為藍本，改為發射以狩獵用子彈9.3×64毫米7N33“布倫內克”步枪子彈為藍本所製作的9.3×64毫米7N33重型子彈。由SVDK發射該子彈時具有約4,900焦耳（3,614.24英尺·磅）槍口能量，並具有在200米距離對10毫米厚度的裝甲板80％的貫穿機率。有意思的是，9.3×64毫米7N33狙擊子彈事實上是以9.3×64毫米“布倫內克”獵用子彈，在20世紀初為了大型狩獵活動而設計的彈藥為藍本，而SVD的其中一款獵用步槍型號“Tigr-9”亦有採用。所以SVDK可說是Tigr-9的軍用型版本。
SVDK的基本機構與SVD非常相似，雖然機匣和其它操作部件均被重新設計，以容納更大和更強大的子彈。它具有相同的短行程導氣式活塞、二段位置式氣體調節器和三徑向鎖耳式轉拴式槍栓。其槍管的後端被封閉為管狀鋼套，並且隱藏在聚合物護木以內。這樣減輕了護木和兩腳架施加於槍管的壓力，使得它“幾乎自由浮動”。手槍握把和金屬管製折疊式槍托類似於SVDS，只是橡膠槍托底板的面積增加，然而在槍托摺疊的情況下無法射擊。另外也取消了刺刀座。在300米距離發射時的平均精度為180毫米（2.02弧分）。

## 各款德拉古諾夫步槍型號的特點比較
| 型號：            | SVD                                  | SVDS                                  | SVU                                      | 85式         | SVD-M        | CS/LR19      | 獵用步槍“Tigr-9”         | SVDK                          |
| 子彈：            | 7.62×54毫米R                         | 7.62×54毫米R                          | 7.62×54毫米R                             | 7.62×54毫米R | 7.62×54毫米R | 7.62×54毫米R | 9.3×64毫米7N33“布倫內克” | 9.3×64毫米7N33“布倫內克”      |
| 長度， 毫米：     | 1,220                                | 1,135（槍托折疊：875）                | 980                                      | 1,220        | 1,225        | 1,225        | 1,180                    | 1,250                         |
| 槍管長度， 毫米： | 620                                  | 565                                   | 520                                      | N/A          | 620          | 600          | 565                      | 620                           |
| 重量， 公斤：     | 4.5（裝上PSO-1光學瞄準鏡和拆卸彈匣） | 4.68（裝上PSO-1光學瞄準鏡和拆卸彈匣） | 5.6（裝上POSP 8×42光學瞄準鏡和拆卸彈匣） | 4.4          | 5.54         | 4.25         | 4                        | 6.5（拆卸光學瞄準鏡和兩腳架） |

## 使用國
- 白俄羅斯
- 俄羅斯

## 資料來源
1. 1 2 3 4 5 6 7 8 9 10 11 12  Максим Попенкер. . world.guns.ru.   [2010-08-31]. （原始内容存档于2012-03-14） （俄语）.
2. ↑  .   [2014-12-24]. （原始内容存档于2010-09-14）.
3. ↑  . liveguns.ru. 03.06.2010  [2010-08-31]. （原始内容存档于2012-03-14） （俄语）.
4. ↑  . Официальный сайт ОАО «伊茨瑪希工廠».   [2010-08-31]. （原始内容存档于2010-02-18） （俄语）.
5. ↑  . Официальный сайт ОАО «伊茨瑪希工廠».   [2010-08-31]. （原始内容存档于2010-02-18） （俄语）.
6. ↑   (PDF). Филиал ГУП КБП — «ЦКИБ СОО».   [2010-08-31] （俄语）.[永久]
7. ↑  . Оружейный журнал «Калашников».   [2010-08-31]. （原始内容存档于2010-08-02） （俄语）.
8. ↑  . weapon.at.ua.   [2010-08-31]. （原始内容存档于2010-08-23） （俄语）.
9. ↑  . weapon.at.ua.   [2010-08-31]. （原始内容存档于2010-05-03） （俄语）.
10. ↑  . weapon.at.ua.   [2010-08-31]. （原始内容存档于2011-02-03） （俄语）.

## 外部連結
- Image
- （英文）—Modern Firearms－Dragunov SVDK sniper rifle（页面存档备份，存于）
- （简体中文）—D Boy Gun World（槍炮世界）—SVDK 狙击步枪（页面存档备份，存于）